# إليزابيث ويلان
إليزابيث ويلان (بالإنجليزية: Elizabeth Whelan)‏ هي عالمة وبائيات ‏ أمريكية، ولدت في 4 ديسمبر 1943 في مانهاتن في الولايات المتحدة، وتوفيت في 11 سبتمبر 2014 في ماناهاوكين في الولايات المتحدة.